# Střední Povltaví u Drbákova
Střední Povltaví u Drbákova este o arie protejată (arie specială de conservare — SAC, sit de importanță comunitară — SCI) din Republica Cehă întinsă pe o suprafață de 268,88 ha, integral pe uscat.

## Localizare
Centrul sitului Střední Povltaví u Drbákova este situat la coordonatele 49°44′33″N 14°24′21″E / 49.7425°N 14.405833°E.

## Înființare
Situl Střední Povltaví u Drbákova a fost declarat sit de importanță comunitară în noiembrie 2009 pentru a proteja un număr necunoscut de specii din flora spontană și fauna sălbatică aflate în arealul zonei. Situl a fost protejat și ca arie specială de conservare în octombrie 2017.

## Biodiversitate
Situată în ecoregiunea continentală, aria protejată conține 6 habitate naturale: Grohotișuri silicioase medio-europene, la altitudine înaltă, Pajiști uscate europene, Pajiști panonice carstice (Stipo-Festucetalia pallentis), Pante stâncoase silicioase cu vegetație casmofită, Păduri de stejar și carpen Galio-Carpinetum, Păduri pe pante, grohotișuri și ravene de Tilio-Acerion.
La baza desemnării sitului se află un număr nedeclarat de specii protejate.